# La muerte del increíble Hulk
The Death of the Incredible Hulk es una película de superhéroes para televisión estadounidense estrenada en 1990, es la última película basada en la serie de televisión de The Incredible Hulk (1978-1982). Bill Bixby repite su papel como el Dr. Banner y Lou Ferrigno regresa para interpretar a Hulk. La película se filmó en Vancouver, Canadá. Antes de la muerte de Bill Bixby en 1993, se habló de una cuarta película para televisión titulada 'The Revenge of the Incredible Hulk' que resucitaría al personaje.

## Trama
David Banner (Bill Bixby) se hace pasar por David Bellamy, un conserje con problemas mentales, para acceder a un centro de investigación científica en Portland, Oregón. Él cree que los estudios de uno de los científicos allí, el Dr. Ronald Pratt (Philip Sterling ), pueden ser la clave para curar su condición inducida por rayos gamma que, en momentos de estrés, lo convierte en una criatura verde sobrehumana conocida como Hulk.
Una noche después de hacer una transacción en el banco, David es atrapado por ladrones callejeros y es golpeado y asaltado. El estrés de sus heridas induce otra transformación. Hulk hace un trabajo rápido con los criminales, pero atrae la atención de las autoridades antes de escapar.
Al día siguiente, saltando la seguridad, Banner ingresa al laboratorio de Pratt y examina la fórmula en su pizarra, haciendo correcciones. Al mismo tiempo, una ex superior Kasha se acerca a una espía de Europa del Este llamada Jasmine (Elizabeth Gracen), pensando que ha completado su último acto de espionaje, para un último trabajo: infiltrarse en el laboratorio de Pratt y robar los archivos de sus experimentos. Cuando ella se niega, Kasha chantajea a Jasmine con la vida de su hermana Bella. Jasmine luego se disfraza y obtiene una huella dactilar de uno de los guardias de seguridad.
A la mañana siguiente, Pratt examina la fórmula en su pizarra y descubre que ahora es correcta. Decidido a descubrir quién lo está guiando, se esconde en el laboratorio esperando a su ayudante secreto. Atrapa a David en el acto y le pide que le diga algo que le impida hacer sonar la alarma de seguridad. Banner revela su verdadera identidad y relata los eventos que llevaron a su autoexperimentación que resultó en Hulk. Señala que su condición también se sumerge en la propia investigación de Pratt sobre la capacidad de curación de un ser humano, ya que en la forma de Hulk, el metabolismo acelerado de David permite que cualquier herida se cierre en segundos, dejándolo sin cicatriz.
Pratt cree que puede curar a David, pero primero necesita estudiar a la criatura. En el transcurso de una semana, ambos científicos, con la ayuda de la esposa científica de Pratt, Amy (Barbara Tarbuck ), construyen una jaula de campo de fuerza y sensores para rastrear los signos vitales de Banner. En la noche de la observación, David está equipado con un tranquilizante para sedarlo una vez que se han registrado las lecturas. Banner se electrocuta con una varilla eléctrica y se transforma en Hulk. La jaula de energía retiene a Hulk hasta que Pratt tiene sus lecturas y Amy activa el tranquilizante. Banner vuelve a la normalidad y Pratt y Amy fotografían la herida punzante que se cierra con el tranquilizante. Banner luego ve el video de su transformación. – alegando que es la primera vez que ve a Hulk en video– y no ve nada de humanidad en él a pesar de las creencias de Amy.
Al día siguiente, la junta de la instalación le anuncia a Pratt que le retirarán los fondos por la falta de resultados, lo que lo obliga a avanzar en su propuesta de cura para David. Una red de espionaje de Europa del Este dedicada a usar el trabajo de Pratt (y Banner) con fines corruptos irrumpe en el laboratorio, detiene el experimento y transforma a Banner en Hulk nuevamente y deja al Dr. Pratt en coma. Hulk escapa del laboratorio con las fuerzas de seguridad del laboratorio. viene tras él y atraviesa una cerca electrificada. Mientras David Banner es perseguido por los hombres de Kasha, se encuentra con Jasmine en una tienda, durante una pelea, uno de los hombres, Pauley, es herido de muerte. Luego le dice a Jasmine que su hermana Bella es la líder de la red de espías. Banner se ha enamorado de Jasmine, quien le devuelve su afecto. El Dr. Pratt y su esposa luego son secuestrados por Bella mientras los agentes federales Shoup y Luanne Cole los escoltan desde el hospital. Banner y Jasmine capturan a uno de los secuestradores, Brendan Ashley, y Ashley les dice que Bella está reteniendo a los Pratt en un aeródromo. La policía, los agentes federales Shoup y Cole lanzan una redada en el aeródromo. Kasha y varios secuaces mueren en el ataque mientras Bella y Zed escapan en un avión.
Mientras persigue a los secuestradores, Banner se convierte en Hulk, quien intenta proteger a Pratt y Jasmine. Hulk corre hacia el avión, en el que Bella y Zed intentan escapar, y lo abre. Se sube a bordo antes del despegue. Bella intenta dispararle a Hulk, pero termina disparando al tanque de combustible de abajo. Como resultado, el avión explota, matando a Bella y Zed. Hulk es arrojado al cemento. Transformándose de nuevo en humano, Banner le dice a Jasmine que está libre y luego sucumbe a sus heridas. Jasmine, Pratt y Amy lloran por él.

## Producción
Este tercer telefilme se anunció inicialmente para presentar al personaje de Marvel Comics, She-Hulk, al igual que los dos anteriores habían presentado a Thor y Daredevil. A principios de julio de 1989, todavía se esperaba firmemente que lo hiciera y se emitiera ese otoño, con Iron Man bajo consideración para un seguimiento.
La película fue filmada entre noviembre de 1989 y enero de 1990 en Vancouver.

## secuela cancelada
A pesar de la muerte de Hulk en la película de 1990, los realizadores de la película tenían la intención desde el principio de que regresara en La venganza del increíble Hulk, nuevamente con Gerald Di Pego como escritor. A partir del 10 de julio de 1990 se estaba escribiendo un guion. Se ha informado que la cuarta película habría presentado a Hulk con la mente de Banner, y que el proyecto fue cancelado debido a la lucha de Bill Bixby contra el cáncer, pero Di Pego ha refutado ambas afirmaciones como rumores de los fanáticos, señalando que la salud de Bixby aún no había comenzado a empeorar en el momento en que se canceló la película. Di Pego dijo que la trama de La venganza del increíble Hulk comenzó cuando Banner revivió, pero ya no pudo convertirse en Hulk. Banner luego comienza a trabajar para el gobierno para evitar accidentes como el que lo convirtió en Hulk, pero los villanos lo capturan y lo obligan a convertir a sus agentes en seres parecidos a Hulk. Según Di Pego, en el clímax de la película, Banner se vería obligado a recrear el accidente que lo transformó en Hulk para detener los planes de los villanos.
La secuela fue cancelada debido a las decepcionantes calificaciones de The Death of the Incredible Hulk.

## Medios domésticos
Este telefilme fue lanzado originalmente en VHS por Rhino Home Video en 1992. Fue lanzado en DVD por 20th Century Fox Home Entertainment el 3 de junio de 2003.